# メチロバクテリウム属
メチロバクテリウム属（Methylobacterium）は、メチロバクテリウム科の基準属でグラム陰性の非芽胞形成桿菌。通性メタノール資化性細菌であり、ピンク色のコロニーを形成する特徴からPPFM（Pink-Pigmented Facultative Methylotroph）と称されることも多い。基準種はMethylobacterium organophilum。研究のモデル株はMethylobacterium extorquens AM1。名称はメチルの微生物を意味する。
土壌、水中、植物葉上など環境中に広く生息する。グルコースや有機酸を利用するほか、メタノール、メチルアミン、クロロメタンといったC1化合物を利用できるメチル栄養細菌の一種である。C1化合物の資化経路としてセリン経路を持つ。光エネルギー利用に関わるバクテリオクロロフィルやロドプシンを保有する種がいるが、その機能は未解明である。生産するピンク色素はカロテノイド（主にxanthophyll）であり、光吸収に関して他にUV-A吸収化合物も生産する。塩素への耐性を持つため、水道水中でも生育・生存できる。家庭の水回りに形成されるピンクぬめり（バイオフィルム）を構成する。病院内では日和見菌として問題になる。

## 培養
貧栄養細菌であるため、低栄養の培地を使って培養が可能である。無機塩培地として、Hypho mediumがよく用いられる。これに、炭素源としてメタノール（～1%）またはコハク酸ナトリウム（～0.5%）を加える。要求性に応じて、ビタミンB群を加えることもある。天然培地としては、R2A培地やTryptic Soy Brothなど（メタノール添加）が用いられる。液体培地では1～2日の培養で生育が、寒天培地では3～4日の培養でコロニーが認められる。
メタノール代謝においては、メタノール脱水素酵素MxaFIの活性にCaが必要である。別のメタノール脱水素酵素XoxFの活性や発現には、Laなどのランタノイドが必要である。

## 分類
2018年にGreenらによって、Methylobacterium属の一部の種は、Methylorubrum属への再分類が提唱されている。しかし再分類を反証する研究報告も出ている。多数の種が存在しており、LPSNには2020年7月現在、64種が記載されている（再分類は非反映）。この中には、根粒形成を行う種、白色コロニーを形成する種、C1化合物で生育できない種も含まれる。
1. Methylobacterium adhaesivum
2. Methylobacterium aerolatum
3. Methylobacterium aminovorans
4. Methylobacterium aquaticum
5. Methylobacterium brachiatum
6. Methylobacterium brachythecii
7. Methylobacterium bullatum
8. Methylobacterium cerastii
9. Methylobacterium chloromethanicum
10. Methylobacterium crusticola
11. Methylobacterium currus
12. Methylobacterium dankookense
13. Methylobacterium dichloromethanicum
14. Methylobacterium durans
15. Methylobacterium extorquens
16. Methylobacterium frigidaeris
17. Methylobacterium fujisawaense
18. Methylobacterium gnaphalii
19. Methylobacterium goesingense
20. Methylobacterium gossipiicola
21. Methylobacterium gregans
22. Methylobacterium haplocladii
23. Methylobacterium hispanicum
24. "Methylobacterium indicum"
25. Methylobacterium iners
26. Methylobacterium isbiliense
27. Methylobacterium jeotgali
28. Methylobacterium komagatae
29. Methylobacterium longum
30. Methylobacterium lusitanum
31. Methylobacterium marchantiae
32. Methylobacterium mesophilicum
33. Methylobacterium nodulans
34. Methylobacterium nonmethylotrophicum
35. Methylobacterium organophilum
36. Methylobacterium oryzae
37. Methylobacterium oryzihabitans
38. Methylobacterium oxalidis
39. Methylobacterium persicinum
40. Methylobacterium phyllosphaerae
41. Methylobacterium phyllostachyos
42. Methylobacterium platani
43. Methylobacterium podarium
44. Methylobacterium populi
45. Methylobacterium pseudosasae
46. Methylobacterium pseudosasicola
47. Methylobacterium radiora
48. Methylobacterium radiotolerans
49. Methylobacterium rhodesianum
50. Methylobacterium rhodinum
51. Methylobacterium rhodos
52. Methylobacterium salsuginis
53. "Methylobacterium segetis"
54. Methylobacterium soli
55. Methylobacterium suomiense
56. Methylobacterium tardum
57. Methylobacterium tarhaniae
58. "Methylobacterium terrae"
59. Methylobacterium terricola
60. Methylobacterium thiocyanatum
61. Methylobacterium thuringiense
62. Methylobacterium trifolii
63. Methylobacterium variabile
64. Methylobacterium zatmanii

## ゲノム
M. extorquens AM1株のゲノムは、染色体（5511322 bp）、メガプラスミド（1261460 bp）、3つのプラスミド（44195 bp, 37858 bp, 24943 bp）から構成され、CDSは6665である。これまでに解読されているMethylobacteriumのゲノム情報を見ると、ゲノムサイズは5M～9M bp、CDSは4000～9000と幅広い分布になっている。

## 遺伝子工学
M. extorquens AM1株を代表として、相同組み換えによる遺伝子破壊や遺伝子導入、プラスミドからの遺伝子発現を行うことができる。薬剤耐性マーカーには、アンピシリン、カナマイシン、テトラサイクリンなどが用いられる。cre-loxPシステムを用いたマーカーのリサイクルも可能である。細胞内へのDNA導入には、エレクトロポレーションや大腸菌接合伝達が用いられる。
遺伝子の高発現にはmxaF遺伝子プロモーターがよく用いられる。レポーターとして、β-ガラクトシダーゼ遺伝子（lacZ）、カテコール-2,3-ジオキシゲナーゼ遺伝子（xylE）、蛍光タンパク質遺伝子（gfp）、ルシフェラーゼ遺伝子（luxAB）の使用例がある。

## 物質生産
安価な炭素栄養であるメタノールを使って培養が可能であることから、メチロトローフを用いた有用物質生産が注目されている。これまでにMethylobacteriumを用いた次の物質生産が研究レベルで報告されている。L-serine、Ergothioneine、poly-3-hydroxybutyrate（PHB）、3-hydroxypropionic acid、butadiene、1-butanol、mevalonate、α-humulene、PQQ。
また異化経路の逆反応（CO2 → ギ酸）を利用することで、CO2から有用物質を生産する試みも行われている。

## 植物との共生
植物の葉を試料として、メタノール含有無機塩培地で培養すると、高頻度でMethylobacteriumを取得することができる。葉の細菌を対象としたメタゲノム解析により、Methylobacteriumが優占している植物があることが知られている。
Methylobacteriumと植物との関係は相利共生と表現される。植物からは、葉などに含まれるペクチン（ポリガラクツロン酸）のメチルエステル基の脱離によりメタノールが発生している。Methylobacteriumは、他の多くの微生物が利用できない葉から放出されるメタノールを栄養にすることで、植物上での生育を有利にしていると考えられている。またメタノール代謝能を欠損しても植物上で生育できることから、植物から分泌される糖類・アミノ酸・有機酸なども合わせて栄養にしていると推察される。生育に必要なパントテン酸も植物から供給されている。一方でMethylobacterium は植物に対して、生長調節や栄養分取得補助の働きを持つ。生長調節では、ゼアチン、インドール酢酸、ACC deaminaseの生産など植物ホルモンに関わるものや、PQQ（Pyrroloquinoline quinone）、ビタミンB12の生産などビタミン類に関わるものが知られる。栄養取得補助では、リン可溶化、ウレアーゼ生産、シデロフォア生産、窒素固定が知られる。また、植物の抵抗性誘導（ISR: induction of systemic resistance）の働きも知られる。
こういった共生関係を応用して、イチゴのフレーバー改善、トマトや小麦など幼苗の生長促進、コケの栽培、コメの収量増ができると報告されている。